# Kontich FC (vrouwen)
Kontich FC is een Belgische voetbalclub uit Kontich, die ook met een aantal vrouwenploegen in competitie komt. De vrouwensectie is een onderdeel van voetbalclub Kontich FC, dat bij de KBVB is aangesloten met stamnummer 3029. De clubkleuren zijn rood en geel. De vrouwenploeg speelde oorspronkelijk al bij Kontich FC, daarna bij Beerschot, Antwerp FC en sinds 2014 terug bij Kontich FC.

## Geschiedenis
Nadat voor de Tweede Wereldoorlog de eerste vrouwenvoetbalploegen ontstonden in België, duurde het tot eind jaren 60 eer opnieuw damesvoetbalclubs verschenen. Vanaf 1971 richtte de KBVB dan ook officieel damesvoetbal in. In Kontich werd op 29 juni 1967 Blue Bell Girls opgericht. Voor de eerste officiële competities in 1971/72 sloot de ploeg zich aan bij de KBVB als damesafdeling van mannenclub Kontich FC (stamnummer 3029). De competitie bestond de eerste twee seizoenen uit meerdere reeksen, waarin Kontich telkens zesde werd.
Vanaf 1973/74 was er één hoogste nationale reeks, met daaronder provinciale reeksen. Kontich ging in de provinciale reeksen spelen, waar het de rest van de jaren 70 bleef. Vanaf 1981/82 werd een tweede nationale klasse ingevoerd. Daarom werd op het eind van 1980/81 een eindronde gespeeld onder de provinciale ploegen. De eerste twee mochten naar de hoogste klasse, de andere twaalf naar de nieuwe tweede nationale klasse. Kontich was succesvol en promoveerde zo voor het eerst naar Eerste Klasse.
Kontich FC kende echter weinig succes in de hoogste klasse. De ploeg eindigde afgetekend allerlaatste en zakte in 1982 na een seizoen weer. Ook in Tweede Klasse kende men geen succes. Kontich strandde immers ook daar meteen op een laatste plaats en verdween zo in 1983 weer naar de provinciale reeksen. In de loop van de jaren 80 haalde Kontich er nog enkele keren de titel, maar via de eindronde kon nooit een nieuwe promotie naar de nationale reeksen worden afgedwongen.
In 1991 pakte Kontich opnieuw de titel in de hoogste Antwerpse reeks, en promoveerde ditmaal wel direct naar de nationale Tweede Klasse. In 1991/92 startte de club ook met een tweede dameselftal en in 1992/93 met een jeugdelftal. Kontich kon zich de volgende seizoenen handhaven in Tweede Klasse, met als beste resultaat een derde plaats in 1996. In 1999 degradeerde men echter weer naar de provinciale reeksen.
Vanaf 1999/2000 trad Kontich met vier elftallen in competitie. Het A-elftal promoveerde opnieuw naar Tweede Klasse. Vanaf 2000/01 werd een nieuwe Derde Klasse ingevoerd en de Tweede Klasse werd teruggebracht van twee reeksen tot één reeks. Enkel de eerste zeven van elke reeks mochten blijven. Kontich werd vijfde en bleef zo in Tweede Klasse. De club bleef er met wisselende resultaten spelen, tot het er in 2007 kampioen werd. Na een kwarteeuw promoveerde Kontich FC zo weer naar Eerste Klasse.
Ook deze keer kende Kontich weinig succes op het hoogste niveau. Opnieuw werd de ploeg allerlaatste en degradeerde na een seizoen weer. In Tweede Klasse was Kontich weer bij de beteren en in 2010 haalde het er opnieuw de titel.
Om verder te kunnen doorgroeien besloot de damesafdeling van Kontich FC om te gaan samenwerken met Germinal Beerschot Antwerpen, dat was aangesloten met stamnummer 3530 en in de Eerste Klasse van het mannenvoetbal aantrad. De damesploegen splitsten zich daarom in 2010 af van Kontich FC en werden onder gebracht in de nieuw opgerichte zelfstandige club GBA-Kontich FC, dat zich bij de Belgisch Voetbalbond aansloot onder stamnummer 9541. De seniorenploegen zouden gaan trainen in Wilrijk, waar GBA speelde. De cadettenploegen zouden in Kontich blijven en ook alle wedstrijden zouden in Kontich gespeeld worden. Eenmaal GBA nieuwe faciliteiten zou hebben, zouden de seniorenwedstrijden daar gespeeld worden. Net zoals de mannenclub in 2011 werd omgedoopt tot Beerschot AC, wijzigde de damesclub in 2011 haar naam in het gelijkaardige Beerschot AD. De rood-gele clubkleuren werden vervangen door het paars van Beerschot. Deze samenwerking kwam er ook met het oog op een nieuwe Belgisch-Nederlandse competitie, waarvoor de deelnemende damesploegen verbonden moesten zijn aan een mannenclub uit de hogere afdelingen.
In 2012 werd het zelfstandige Beerschot AD helemaal geïntegreerd in mannenclub Beerschot AC en men speelde verder onder stamnummer 3530. Als Beerschot AC trad men aan in de eerste editie van de Belgische-Nederlandse Women's BeNe League. Beerschot eindigde bij de eerste 4 in de Belgische voorcompetitie en kwalificeerde zich zo voor de BeNe League A met Nederlandse clubs, waar men echter laatste werd.
In 2013 kende de club echter zware problemen. Niet enkel degradeerde mannenclub, meer heel de club kende financiële problemen en ging uiteindelijk failliet. Enkele jaren nadat de vrouwenploeg omwille van de BeNe League haar lot aan Beerschot had verbonden, dreigde deze samenwerking nu het einde van de ploeg in de BeNe League te betekenen. Om in deze competitie aan te treden moest de vrouwenploeg immers nog steeds verbonden zijn aan een mannenploeg uit de hoogste afdelingen, wat na het verdwijnen van Beerschot echter niet meer het geval was. In extremis vond de vrouwensectie echter nog onderdak bij Antwerp FC, bij de KBVB aangesloten met stamnummer 1 en actief in de Tweede Klasse van het mannenvoetbal. Zo kon men in de BeNe League blijven, voortaan als Antwerp FC, officieus Antwerp FC Ladies.
In 2014 eindigde Antwerp laatste in de BeNe League en zakte weer naar de Belgische Eerste Klasse. De samenwerking met Antwerp FC werd stopgezet en men ging weer als Kontich FC in Eerste Klasse spelen.

## Resultaten

### Erelijst
- Tweede klasse (vrouwenvoetbal België)

Winnaar (2x): 2007, 2010
- Eerste klasse (vrouwenvoetbal België)

Winnaar (2x): 2018, 2023
- Eerste provinciale Antwerpen

Winnaar (1x): 1991

### Seizoenen A-ploeg
| Seizoen | Reeks              | Niveau | Plaats | Punten | Beker        | Opmerkingen                                                                                |
| ------- | ------------------ | ------ | ------ | ------ | ------------ | ------------------------------------------------------------------------------------------ |
| 2016/17 | Eerste klasse      | 2      | 7      | 33     | Vierde ronde |                                                                                            |
| 2017/18 | Eerste klasse      | 2      | 1      | 56     | 1/4 finale   | Geen licentie voor Superleague                                                             |
| 2018/19 | Eerste klasse      | 2      | 11     | 29     | Vierde ronde |                                                                                            |
| 2019/20 | Eerste klasse      | 2      | 7      | 26     | Derde ronde  |                                                                                            |
| 2020/21 | Eerste klasse      | 2      | -      | -      | -            | Seizoen geschrapt wegens Covid-19                                                          |
| 2021/22 | Eerste klasse      | 2      | 3      | 56     | Vierde ronde |                                                                                            |
| 2022/23 | Eerste klasse      | 2      | 1      | 80     | 1/4 finale   | Geen licentie voor Superleague. A-team verdwijnt. B-team in interprovinciale wordt A-team. |
| 2023/24 | Interprovinciale B | 3      | 7      | 30     | Derde ronde  |                                                                                            |
| 2024/25 | Interprovinciale B | 3      | 8      | 20     | Derde ronde  |                                                                                            |
| 2025/26 | Interprovinciale B | 3      |        |        |              |                                                                                            |

## Huidige selectie
2022
| Nr. |                 | Positie | Speler             |
| --- | --------------- | ------- | ------------------ |
| 1.  | Vlag van België | DM      | Kaat Roscam        |
| 71. | Vlag van België | DM      | Kirsten Foucart    |
| 5.  | Vlag van België | V       | Annelies Van Loock |
| 14. | Vlag van België | V       | Charlotte Andries  |
| 15. | Vlag van België | V       | Lisa Verbraeken    |
| 17. | Vlag van België | V       | Margot Degryse     |
| 6.  | Vlag van België | V       | Inge Firlefijn     |
| 3.  | Vlag van België | M       | Jill Simons        |
| 16. | Vlag van België | M       | Jolien Lebegge     |

| Nr. |                    | Positie | Speler                 |
| --- | ------------------ | ------- | ---------------------- |
| 12. | Vlag van België    | M       | Sanne Corten           |
| 4.  | Vlag van België    | M       | Stefanie Van Broeck    |
| 13. | Vlag van België    | M       | Jolien Belmans         |
| 8.  | Vlag van België    | A       | Annelies Van Den Bergh |
| 7.  | Vlag van België    | A       | Chiara Wielockx        |
| 9.  | Vlag van Nederland | A       | Deborah Zinga          |
|     | Vlag van België    | A       | Joke Verelst           |
| 10. | Vlag van België    | A       | Lucinda Michez         |
| 11. | Vlag van Nederland | A       | Nyah in het Veld       |

## Trainers
- Karim Didi - hoofdtrainer
- Johan van Echelpoel - keeperstrainer